# Peter Criss

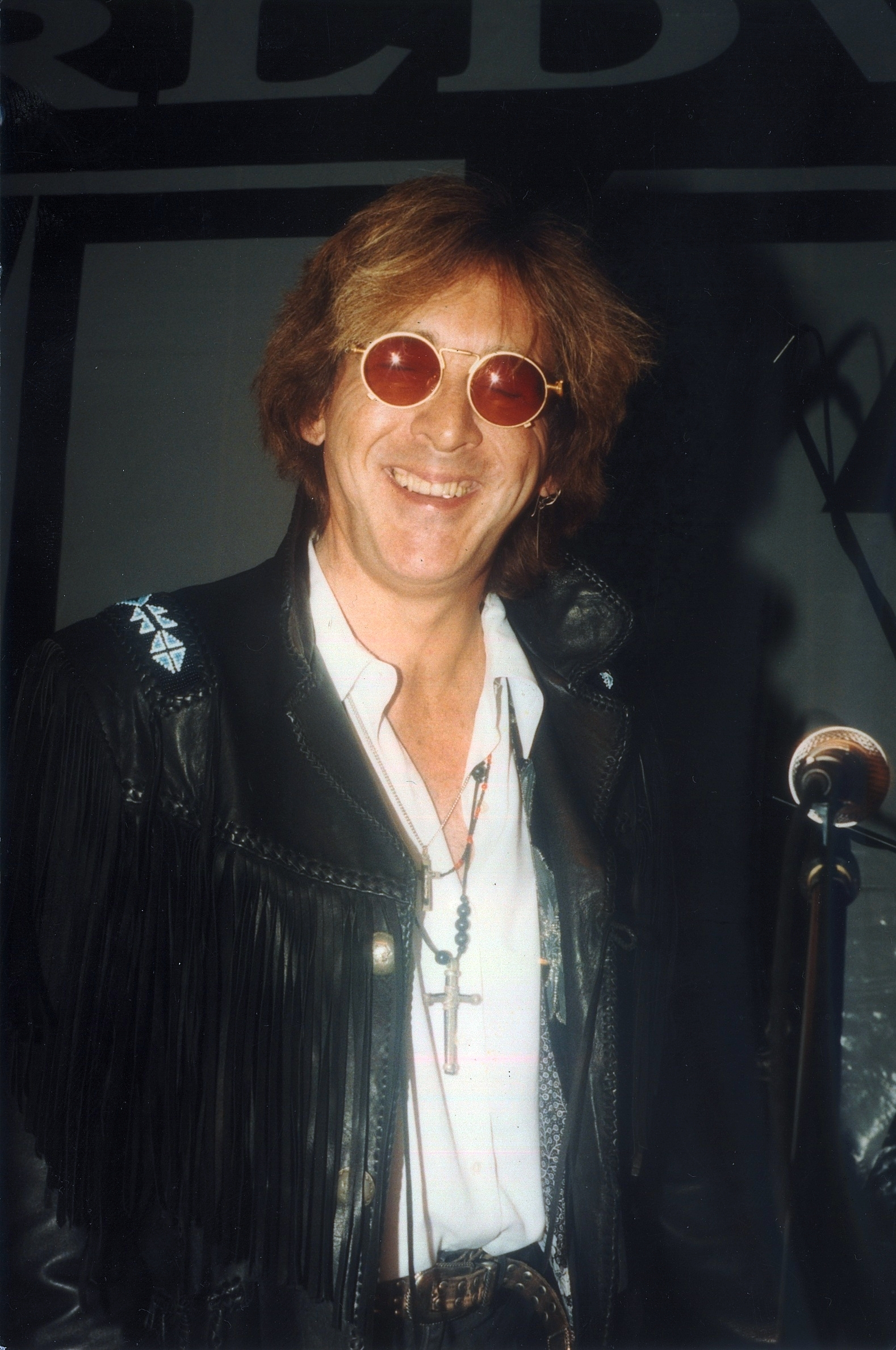
Peter Criss (1995)

Peter Criss (eigentlich Peter George John Criscuola, * 20. Dezember 1945 in Brooklyn, New York City) ist ein US-amerikanischer Rockmusiker. Er ist Gründungsmitglied und ehemaliger Schlagzeuger der Hard-Rock-Band KISS.

## Leben
Peter Criss ist der älteste Sohn von Joseph und Loretta Criscuola und hat vier Geschwister, seinen Bruder Joey und die Schwestern Nancy, Joanne und Donna. Die Familie bewohnte ein Appartement im ersten Stock eines Hauses in Williamsburg. Als Kind sang Peter im Kirchenchor, und er war schon früh mit Jerry Nolan, dem späteren Schlagzeuger der New York Dolls, befreundet. Beide verehrten Gene Krupa, er war Criss’ musikalisches Idol.
Erste Bands
Criss’ erstes bekanntes Engagement als Musiker war das des Schlagzeugers in der Gruppe The Barracudas, die 1967 und 1968 je eine Single veröffentlichten. Die Gruppe bestand aus Angelo Opper, Carlos Cancel, Peter Criss und Alan Rosen. Criss nahm 1966 auch das Angebot an, der Joey Greco Band auszuhelfen, außerdem spielte er zusammen mit Angelo Opper bei The Sounds of Soul, die sich im März 1968 auflösten.
Nautilus
Seine nächste Gruppe war Nautilus. Auch diese Band, die sich im Mai 1969 mit Kevin Reese (Gitarre), Criss am Schlagzeug und Gesang, und Pepi Gennarelli (Keyboards) gründete und sich im September 1969 mit dem Bassisten Peter Shadis verstärkte, hatte keinen besonderen Erfolg. Criss heiratete am 31. Januar 1970 Lydia Di Leonardo, die er 1966 bei einem Konzert der Barracudas kennengelernt hatte. Jerry Nolan war sein Trauzeuge.
Chelsea
Chelsea, die Gruppe, der Criss von Sommer 1970 bis 1972 angehörte, war seine bis dahin erfolgreichste Band: Die Gruppe veröffentlichte im Herbst 1970 ein selbstbetiteltes Album bei Decca Records. Auf dem Album spielte auch John Cale, Mitbegründer von Velvet Underground; er steuerte ein Viola-Solo bei.
Lips
Bevor Chelsea ein weiteres Album aufnehmen konnte, verließ der Gitarrist Chris Aridas die Gruppe und wurde durch Stan Penridge ersetzt. Chelsea arbeitete an Demoaufnahmen für ein zweites Album, es entstanden aber nur vier Stücke, bevor die Band zerbrach. Die verbleibenden drei Musiker Criss, Penridge und Michael Benvenga gründeten eine neue Formation mit dem Namen Lips. Lips nahmen zwischen 1970 und 1972 mehrere Stücke auf, es reichte jedoch nicht für einen Schallplattenvertrag. Songwriter waren Criss und Penridge, und viele später veröffentlichte Titel entstanden zu dieser Zeit, unter anderem der Song Beck, der 1976 zu Beth und damit zum ersten großen Radiohit für Kiss wurde. Michael Benvenga verließ die Band, als er bemerkte, dass sich kein Erfolg einstellte. Er starb 1977 im Alter von 28 Jahren.

## Kiss
Nach der Trennung von Chelsea annoncierte Criss am 31. August 1972 im Rolling Stone Magazine eine Kleinanzeige (EXPD. ROCK & roll drummer looking for orig. grp. doing soft & hard music. Peter), und wurde von Gene Simmons, dem Bassisten und Sänger der Gruppe Wicked Lester, zu einem Treffen eingeladen. Die weithin kolportierte Geschichte, der Text hätte den Hinweis „willing to do anything to make it“ („bereit, alles zu tun, um es zu schaffen“) enthalten, ist falsch. Wicked Lester nahmen ein Album auf, das aber erst 2002 veröffentlicht wurde. Simmons und sein Partner Paul Stanley lösten die Gruppe auf und gründeten mit Criss die Band Kiss, zu der kurz darauf Ace Frehley stieß.

Schminkmuster von Peter Criss

Kiss veröffentlichten ihre erste Schallplatte im Februar 1974. Von Beginn an trug Criss die Katzen-Schminke bei Kiss und zeigte sein Gesicht nicht mehr ungeschminkt in der Öffentlichkeit. Peter Criss’ größter Hit mit Kiss war die Ballade Beth, die aus seiner Feder stammt und von ihm oftmals am Ende der von Hard-Rock geprägten Shows, auch unter Mitwirkung eines Symphonie-Orchesters gesungen wurde.
Auf einer Party bei Rod Stewart lernte Criss 1978 Debra Jensen kennen, die mit Hugh Hefner auf der Feier erschien. Er lud sie ein, mit ihm in das von ihm gemietete Haus von Vincent Price zu kommen. Beide kamen sich näher und begannen eine Affäre.
1978 verlor Peter Criss bei einer Spritztour mit einem gemieteten Porsche in Marina del Rey unter dem Einfluss von Betäubungsmitteln die Kontrolle über das Fahrzeug und prallte gegen einen Baum. Er wurde durch die Windschutzscheibe aus dem Auto katapultiert und erlitt Brüche an den Armen, die eine stationäre Aufnahme im Krankenhaus erforderlich machten. Sein Beifahrer, Tourmanager Fritz Postlethwaite, musste mit Verbrennungen dritten Grades ins Krankenhaus gebracht werden, da er sich nicht schnell genug aus dem brennenden Fahrzeugwrack befreien konnte.
Am 18. September desselben Jahres kam sein Soloalbum „Peter Criss“ auf den Markt (gleichzeitig veröffentlichten alle vier Kiss-Musiker ihre Soloalben). Er widmete sein Album dem im Jahr zuvor verstorbenen Musiker Michael Benvenga, mit dem er bei Chelsea und Lips gespielt hatte.
Criss hatte im Laufe der Zeit ein ernsthaftes Drogenproblem entwickelt, so dass die Band sich schon bei der Produktion des Albums Dynasty Gedanken über eine Trennung von ihrem Schlagzeuger machte. Criss hatte schon früher damit gedroht, die Gruppe zu verlassen. Obwohl als Drummer angegeben, hat er auf dem Album Dynasty von 1979 nur bei einem Titel (Dirty Livin’) und auf Unmasked von 1980 gar nicht gespielt, dennoch war er im Video-Clip zu „Shandi“ zu sehen. Am 13. September 1979 wurde Criss von seiner ersten Frau, Lydia, geschieden, im Dezember heiratete er Playboy-Playmate Debra Jensen.
Im Mai 1980 verließ er Kiss offiziell wegen musikalischer Differenzen, behielt jedoch seinen vertraglich vereinbarten Anteil von 25 % an der Gruppe. Der tatsächliche Grund für seinen Weggang lag jedoch darin, dass er wegen seiner Drogenprobleme kaum noch spielen konnte. Sein Instrument bei Kiss übernahm nach dem Rauswurf Eric Carr.

## Solokarriere
Criss veröffentlichte anschließend zwei Soloalben, Out of Control (1980) und Let Me Rock You (1982), die beide bei Kiss’ Plattenfirma Casablanca Records erschienen. Am 7. April 1981 wurde seine Tochter Jenilee geboren.
Im Gegensatz zu Out of Control, das fast ausschließlich von Criss geschriebene Titel enthielt, wartete Let Me Rock You 1982 mit überwiegend von anderen Künstlern geschriebenen Songs auf. Das Album enthielt eine Coverversion des John-Lennon-Songs Jealous Guy, außerdem war der Titel Tears darauf enthalten, den Vincent Cusano mit Adam Mitchell geschrieben hatte. Auch der von Gene Simmons geschriebene Titel Feel Like Heaven, den Kiss nicht verwendet hatte, war Teil der Platte. Weitere Autoren für Let Me Rock You waren Steve Stevens (First Day in the Rain), Russ Ballard (Let Me Rock You, Some Kinda' Hurricane) und Vini Poncia, mit dem Kiss an Dynasty und Unmasked gearbeitet hatten. Beide Alben waren kommerziell nicht erfolgreich.
1984 ließen sich Peter Criss und Debra Jensen scheiden.
1986 trat Criss seinen Anteil an Kiss an Paul Stanley und Gene Simmons ab. Er sang Backing Vocals auf dem Titel Best in the West der Gruppe Black ’n Blue, deren Album Nasty Nasty von Gene Simmons produziert wurde, 1989 nahm er mit Ace Frehley den Hintergrundgesang für die Titel 2 Young 2 Die, Hide Your Heart und Trouble Walkin’ für dessen Album Trouble Walkin’ auf.
Im November 1988 erschien das Best-of-Album Smashes, Thrashes & Hits von Kiss, das den Titel Beth enthielt, den Criss mit Stan Penridge und Bob Ezrin geschrieben hatte und der Kiss’ erster Radioerfolg in den USA gewesen war. Zwar hatten sich Gene Simmons und Paul Stanley Criss’ Erlaubnis zur Veröffentlichung des Titels eingeholt, ihn allerdings nicht darüber informiert, dass sein Nachfolger in der Gruppe, Eric Carr, das Lied singen sollte.
Am 1. Januar 1991, dem Todestag von Criss’ Mutter, veröffentlichte die Zeitung The Star einen Bericht, laut dem Peter Criss alles verloren habe und als Obdachloser unter einer Brücke leben sollte. Der Bericht ging auf ein Interview zurück, das ein Reporter der Zeitung angeblich mit Criss geführt hatte. Tatsächlich handelte es sich bei der Person um Christopher Dickinson, der Criss entfernt ähnlich sah und mit der Geschichte etwas Geld zu machen hoffte. Die beiden trafen am 5. Februar 1991 in der TV-Show Donahue aufeinander. Criss gründete die nach ihm benannte Band Criss. Die Gruppe bestand aus Mark Montague (Bass), Kirk Miller (Leadgitarre), Mike Stone (Gesang) und Criss am Schlagzeug. 1993 veröffentlichte die Band eine limitierte EP mit dem Titel Criss, die fünf Titel enthielt; auf dem Cover war der Schlagzeuger mit einem zur Hälfte mit dem Kiss-Make-up geschminkten Gesicht zu sehen. Die EP enthielt auch eine neu aufgenommene Version von Beth. Im August 1994 veröffentlichte die Gruppe ein vollständiges Album mit dem Titel Cat #1, auf dem auch Ace Frehley bei drei Titeln zu hören war; Kirk Miller war inzwischen durch Mike McLaughlin ersetzt worden.

## Wiedervereinigung mit Kiss
Peter Criss kam 1996 für die Wiedervereinigung der Originalbesetzung zu Kiss zurück, verließ die Band erneut im Dezember 2000 und kehrte noch einmal für eine Tournee 2003 zurück. Inzwischen hat Eric Singer seinen Job bei Kiss übernommen.
1998 heiratete Criss zum dritten Mal und widmete sich wieder Soloprojekten: 2007 veröffentlichte er ein Album mit dem Titel One for All, das Platz 36 der Independent Album Charts von Billboard erreichte. Er kündigte an, wieder an seiner Autobiografie zu arbeiten, die letztlich im Mai 2013 erschienen ist (engl. Makeup To Breakup, dt. Unmaskiert). Außerdem widmete er sich stärker seiner Familie.
Nachdem bei ihm Brustkrebs diagnostiziert worden war, ließ er sich erfolgreich behandeln und arbeitet aktiv an der Aufklärung über Krebs und Krebsprophylaxe. Sein Hauptaugenmerk liegt dabei darauf, klarzumachen, dass auch Männer an Brustkrebs erkranken können.
2010 arbeitete Criss an einem neuen Rockalbum, an dem auch der ehemalige Gitarrist von Frehley’s Comet, Richie Scarlet, beteiligt war.

## Diskografie
- 1978: Peter Criss, Casablanca Records, 1978
- 1980: Out of Control, Casablanca Records, 1980
- 1982: Let Me Rock You, Casablanca Records, 1982
- 1993: Criss (EP), Tony Nicole Tony Records, 1993
- 1994: Cat #1, Tony Nicole Tony Records, 1994
- 2007: One For All, Neo Megafo, 2007

## Bands vor Kiss
- Stars
- Joey Greco & The In Crowd
- Barracudas
- Sounds Of Soul
- The Brotherhood
- Nautilus
- Chelsea
- Lips
- Infinity

## Bands nach Kiss
- Solo (1980–1983)
- The Alliance (1984–1985)
- Balls Of Fire (1986)
- The Tree/Keep (1989–1991)
- Criss (1992–1995)

## Auszeichnungen für Musikverkäufe
| Goldene Schallplatte - Kanada - 1978: für das Album Peter Criss |

Anmerkung: Auszeichnungen in Ländern aus den Charttabellen bzw. Chartboxen sind in ebendiesen zu finden.
| Land/RegionAuszeichnungen für Musikverkäufe (Land/Region, Auszeichnungen, Verkäufe, Quellen) | Gold  | Platin  | Verkäufe  | Quellen         |
| -------------------------------------------------------------------------------------------- | ----- | ------- | --------- | --------------- |
| Kanada (MC)                                                                                  | Gold1 | —       | 50.000    | musiccanada.com |
| Vereinigte Staaten (RIAA)                                                                    | —     | Platin1 | 1.000.000 | riaa.com        |
| Insgesamt                                                                                    | Gold1 | Platin1 |           |                 |